# Vício comportamental
Vício comportamental (diferentemente de dependência de substâncias químicas), podendo também ser chamado de vício suave ou processo vicioso ou vício não-relacionado à substâncias químicas, é uma forma de vício que não é causada pelo uso de drogas. Vício comportamental consiste numa compulsão causada pelo empenho repetitivo em uma ação até o ponto desta causar consequências negativas para o indivíduo fisicamente, mentalmente, socialmente, e/ou no seu bem estar financeiro. A persistência do comportamento apesar dessas consequências, pode ser um sinal de vício. A condição frequentemente referida como vício comportamental não está inclusa no novo DSM-5 (Dicionário de Saúde Mental 5.ª edição) porque, de acordo com os autores "...não há evidências suficientemente embasadas para estabelecer os critérios de diagnóstico, e as atuais descrições precisam identificar esses comportamentos como desordens mentais." Entretanto, pesquisas em neurociência do vício têm demonstrado que ΔFosB é o precursor crítico de vícios comportamentais   e vícios em drogas, e que vícios comportamentais derivam da mesma adaptação cerebral que induz ao vício em drogas.

## Neurobiologia
ΔFosB, um fator de transcrição de gene, tem sido identificado como tendo um papel principal no desenvolvimento de ciclos viciosos, tanto nos vícios comportamentais, quanto nos vícios em drogas. A aparição excessiva de ΔFosB no núcleo accumbens é necessária e suficiente para muitas adaptações cerebrais vistas em vício em drogas; isso implica vícios em álcool, cannabinoides, cocaína, nicotina, fenilciclidina, e anfetaminas tanto quanto recompensas naturais como sexo, exercícios e comida. Um estudo recente também demonstrou uma relação de sensibilização entre recompensas por drogas (anfetaminas) e recompensas naturais (sexo) que foi mediada por ΔFosB.
Além do aumento da expressão de ΔFosB no núcleo accumbens, há mais outras similaridades na neurobiologia do vício comportamental e do vício em drogas. Uma das descobertas mais importantes sobre o vício tem sido reforço do suprimento de drogas e, ainda mais importante, a plasticidade do sistema de recompensas. Muitas estruturas no cérebro são importantes no processo do vício comportamental. Uma das áreas mais estudadas nessa questão é a chamada amídala, que envolve significância emocional e associação de aprendizado. Pesquisas mostram que doses de dopamina na amídala facilitam a motivação ou a aprendizagem de um vício comportamental. O ciclo que é criado se chama sistema de recompensas de dopamina.
Neurônios de dopamina tem papel na criação do aprendizado e na sustentação de práticas que levam à vícios comportamentais. Pesquisas específicas sobre o Mal de Parkinson têm identificado sinais de caminhos intracelulares que estão por trás das ações imediatas de dopamina. O mais comum mecanismo da dopamina é o de criar características viciosas em certos comportamentos. São três estágios para o sistema de recompensas de dopamina: rajadas de dopamina, realização do vício, e mais impacto para o vício. Uma vez eletricamente acionadas, possivelmente através do vício, os neurônios de dopamina enviam mais rajadas para estimular as áreas onde há o mais rápido caminho neural. A resposta do vício fortalece o caminho neural para mais estímulos serem enviados. Os neurônios de liberação de dopamina mais rápidos podem ser monitorados à qualquer hora avaliando a quantidade de concentrações extracelulares de dopamina através de micro diálise e imagem cerebral. Esse monitoramento pode levar à um modelo no qual é possível ver a quantidade de ações em um período de tempo. Uma vez que o vício é acionado, é difícil ficar fora do sistema de recompensas de dopamina.

## Definição como uma desordem mental
O CID-10 (Classificação Estatística Internacional de Doenças e Problemas Relacionados com a Saúde) da Organização Mundial da Saúde não separa vícios comportamentais como um espectro independente de desordens mentais. Este reconhecimento entre psiquiatras é difícil pelo fato da etiologia e do patogênico de todas as variedades dos vícios comportamentais ainda são indeterminados. Como esperado, com diferentes equipamentos científicos com diferentes desvios, os resultados obtidos foram informações fragmentadas e preocupações particulares com específicos gêneros de vício. Pouco ou nenhuma pesquisa complexa e metodológica foi feita sobre vícios. Os variados conceitos de vícios comportamentais têm que ser explicados. Pesquisadores pontuam a falta de definições científicas competentes para vício.
Investigações atuais tentam clarificar definições e criar um sistema de diagnóstico. Patrick Carnes diz ser de primordial importância para uma desordem, as experiências de alterações de humor. Aviel Goodman formula que a colocação de Carnes indica um avanço para a mais nova forma de definição de vício, porque implica que a sua essência não é o abuso de substâncias ou um comportamento, mas as alterações de humor. Mas esse pensamento ainda é suscetível à críticas. A menos que a definição de Carnes é seguida por uma definição específica de "relação patológica", não há informações suficientes para ser usada num contexto científico. Enquanto compartilha as vantagens da definição de Carnes, A. Goldman empenha para propor um diagnóstico similar ao do DSM.
Ele define vício como uma desordem na qual o comportamento vicioso tem tanto a função de produzir prazer como a de proporcionar um escape para um desconforto interno e tem padrões caracterizados por:
1. Recorrentes falhas para controlar o comportamento vicioso;
2. Continuação do comportamento mesmo que proporcione más consequências.[21]

Tsezar Korolenko, que foi o primeiro a sugerir uma classificação não-baseada em substâncias químicas, caracterizou o vício comportamental como uma forma de escapar da realidade, sobre o pretexto de mudar uma condição mental.
Vício comportamental, que é algumas vezes referido como uma desordem de controle impulsiva, é cada vez mais reconhecido como uma forma tratável de vício. Os tipos de comportamentos que algumas pessoas caracterizam como viciosos incluem jogos de azar, comer excessivamente, vício sexual, assistir pornografia, uso de computadores, jogar vídeo-game, uso de internet, exercícios físicos, trabalhar demasiado, obsessão espiritual (tal qual oposta à devoção religiosa), automutilação, viajar e compra compulsiva. Quando analisamos, por exemplo, o vício em comer, um estudo realizado em 2009 pelo Scripps Research Institute, tem mostrado, pela primeira vez, que a mesma molécula que faz as pessoas se tornarem viciadas em drogas, faz elas terem compulsão por comida, se tornando obesas. Neste estudo, cientistas focaram num receptor particular do cérebro, conhecido por tornar as pessoas vulneráveis à serem viciados em drogas, conhecido como receptor D2 de dopamina. O receptor D2 responde por dopamina, um neurotransmissor que é lançado no cérebro quando há experiências prazerosas como o sexo, ou drogas como cocaína.
Vícios comportamentais têm sido propostos como uma nova classe no DSM-5, mas a única categoria inclusa é o vício em jogos de azar. Vício em jogos de vídeo-game foi incluído num apêndice como condição para mais estudos.
O termo "vício suave" foi cunhado por Judith Sewell Wright para descrever atividades, ânimos ou maneiras de ser, evitações, e coisas - comestíveis ou consumáveis, as quais não provocam um grave risco de saúde - e ainda, elas têm maior efeito no tempo pessoal e na produtividade. Esses comportamentos foram mostrados pelo programa titulado Bad Habids, da ABC News.
Em 15 de Agosto de 2011, a Sociedade Americana de Medicina do Vício (American Society of Addiction Medicine - ASAM) emitiu um público posicionamento, defendendo vícios com termos de mudança cerebral. "Vício é, primariamente, uma doença crônica do circuito de recompensas, da motivação, da memória e com relação de circuito."
Os seguintes trechos foram tirados do FAQs: 
A nova definição da ASAM renuncia da ideia de que vício é apenas com dependência de substâncias, descrevendo que vício tem uma relação com o comportamento e o sistema de recompensas. Essa é a primeira vez que a ASAM mostrou um posicionamento oficial de que vício não é só "dependência à substâncias." Esta definição fala que vício é sobre funcionamento e circuito cerebral, e também diz sobre como as funções dos cérebros das pessoas viciadas diferem das funções cerebrais das pessoas não viciadas. É sobre o circuito de recompensas do cérebro e sobre circuito relacionado, mas a ênfase não é sobre recompensas externas que agem no sistema de recompensas. Comida e sexualidade excessiva e jogar compulsivamente podem ser associados com a "busca patológica por recompensas" descrita na sua nova definição de vício.
Todos nós temos o circuito cerebral de recompensas, que faz sexo e comida serem atividades recompensadoras. Na verdade, esse é um mecanismo de sobrevivência. Num cérebro saudável, esse circuito ganha mecanismos de respostas para a saciedade ou “suficiência”. Num viciado, o circuito se toma disfuncional, tanto que a mensagem para o indivíduo se torna maior, levando ele à perseguições patológicas de recompensas ou à alívios através do uso de substâncias ou da realização de comportamentos. Então, qualquer viciado é vulnerável para ter compulsão em comida e em sexo.

Desde que a ASAM publicou o seu posicionamento e um pouco antes disso, estudos adicionais apareceram sobre o vício em internet. Eles revelaram as mesmas mudanças cerebrais fundamentais dos vícios em drogas. Outro estudo feito em 2011 encontrou que o risco de vício em internet no homem é três vezes maior do que o risco nas mulheres,
Vício em internet é uma desordem psicossocial e suas características são as seguintes: tolerância, crises de abstinência, desordens afetivas, e problemas nas relações sociais. O uso constante da internet causa desordens psicológicas, sociais, escolares e/ou no trabalho e dificuldades na vida pessoal. Dezoito por cento dos participantes do estudo foram considerados usuários patológicos da internet, de quem o uso excessivo da internet estava causando problemas sociais, acadêmicos e interpessoais. O uso excessivo da internet pode criar um elevado nível de prazer psicológico, resultando em falta de sono, falta de comer por um longo período de tempo, limitadas atividades físicas, possivelmente levando o usuário à experimentar problemas físicos e mentais como a depressão, OCD, poucas relações com os familiares e ansiedade.

## DSM ou transtorno de controle de impulsos
Há um desacordo sobre a natureza exata dos vícios comportamentais ou das dependências. Entretanto, o modelo biopsicossocial é geralmente aceito nos campos científicos como o modelo de vício mais compreensível. Historicamente, vício tem sido definido, unicamente, como o uso de substâncias psicoativas (por exemplo álcool, tabaco e outras drogas) as quais, uma vez digeridas, atravessam a barreira hemato-encefálica, temporariamente alterando a natureza química do cérebro. Contudo, “estudos em fenomenologia, história familiar, e resposta ao tratamento sugerem que, transtorno explosivo intermitente, cleptomania, jogo patológico, piromania, e tricotilomania podem ser relacionados com transtornos de humor, abuso de álcool e substâncias psicoativas e transtornos de ansiedade (especialmente transtorno obsessivo-compulsivo).”
No caso do jogo patológico, por exemplo, a Associação Americana de Psiquiatria tem previamente classificado como um transtorno de controle impulsivo e não como um vício. Entretanto, na quinta seção, inclui ele como um vício, e não como transtorno de controle impulsivo.

## Pesquisa
É estimado que pelo menos 90% dos americanos têm pelo menos uma forma de vício suave em suas vidas. Nadine Kaslow, PhD, professora de psicologia e de ciências comportamentais na Emory University em Atlanta, tem comentado essa questão, falando que, enquanto comportamentos como beber uma bebida ou assistir televisão são saudáveis para aliviar o estresse, quando eles se tornam rotineiros, eles acabam sendo problemáticos para a saúde e a felicidade da pessoa.
A psicóloga Kimberly Young, diretora do Centro de Vício Online, tem colocado o vício em internet como o mais comum tipo de vício suave. Young tem comparado o uso excessivo da internet com o jogo patológico. Comportamentos similares repetitivos podem também serem considerados como vícios suaves.
Pesquisas sobre vícios em sites de mídia social tem crescido. A companhia The Retrevo recentemente mostrou uma pesquisa que sugere que podemos encontrar alguém obsessivo, dependendo da maneira que ele checa suas páginas na internet.